# Lindsay Whalen
Lindsay Marie Whalen, (nascuda el 9 de maig de 1982 a Hutchinson, Minnesota) és una jugadora de bàsquet estatunidenca.